# Naissance en 858
Naissance
- 854
- 855
- 856
- 857
- 858
- 859
- 860
- 861
- 862

Cette page dresse une liste de personnalités nées au cours de  l'année 858 :
- Cele Dabhaill mac Scannal (en), abbé de Banagher.
- Dame Wu (en), épouse de Qian Liu (en), fondateur et roi de Wuyue
- Richard de Bourgogne, dit  le Justicier, grand seigneur féodal, considéré comme le premier des ducs de Bourgogne.
- Gao Jixing (en), fondateur du Jingnan en Chine.
- He Gui (en), major-général chinois.
- Liu Xun (en), major-général chinois.
- Niftawayh (en), érudit musulman.
- Tian Jun (en), seigneur de guerre de la dynastie Tang.
- Zhang Juhan (en), eunuque chinois.

date incertaine (vers 858)
- Mansur al-Hallaj, mystique persan.

## Crédit d'auteurs
- Cet article est partiellement ou en totalité issu de l'article intitulé « 858 » (voir la liste des auteurs).